# Dobieszowice (województwo śląskie)
Dobieszowice – wieś w Polsce położona w województwie śląskim, w powiecie będzińskim, w gminie Bobrowniki, na wschodniej pochyłości kopulastego wzgórza zwanego Tatarską Górą (321 m n.p.m.). Nazwa wzgórza, według miejscowych legend, związana jest z najazdem Tatarów, którzy znaleźli się w tym rejonie w roku 1241.
W latach 1954–1972 wieś należała i była siedzibą władz gromady Dobieszowice. W latach 1975–1998 miejscowość położona była w województwie katowickim.

## Części wsi
| SIMC    | Nazwa          | Rodzaj    |
| ------- | -------------- | --------- |
| 0212535 | Kolonia Wesoła | część wsi |
| 0212541 | Niebyła        | część wsi |
| 0212558 | Wesoła         | część wsi |

## Instytucje

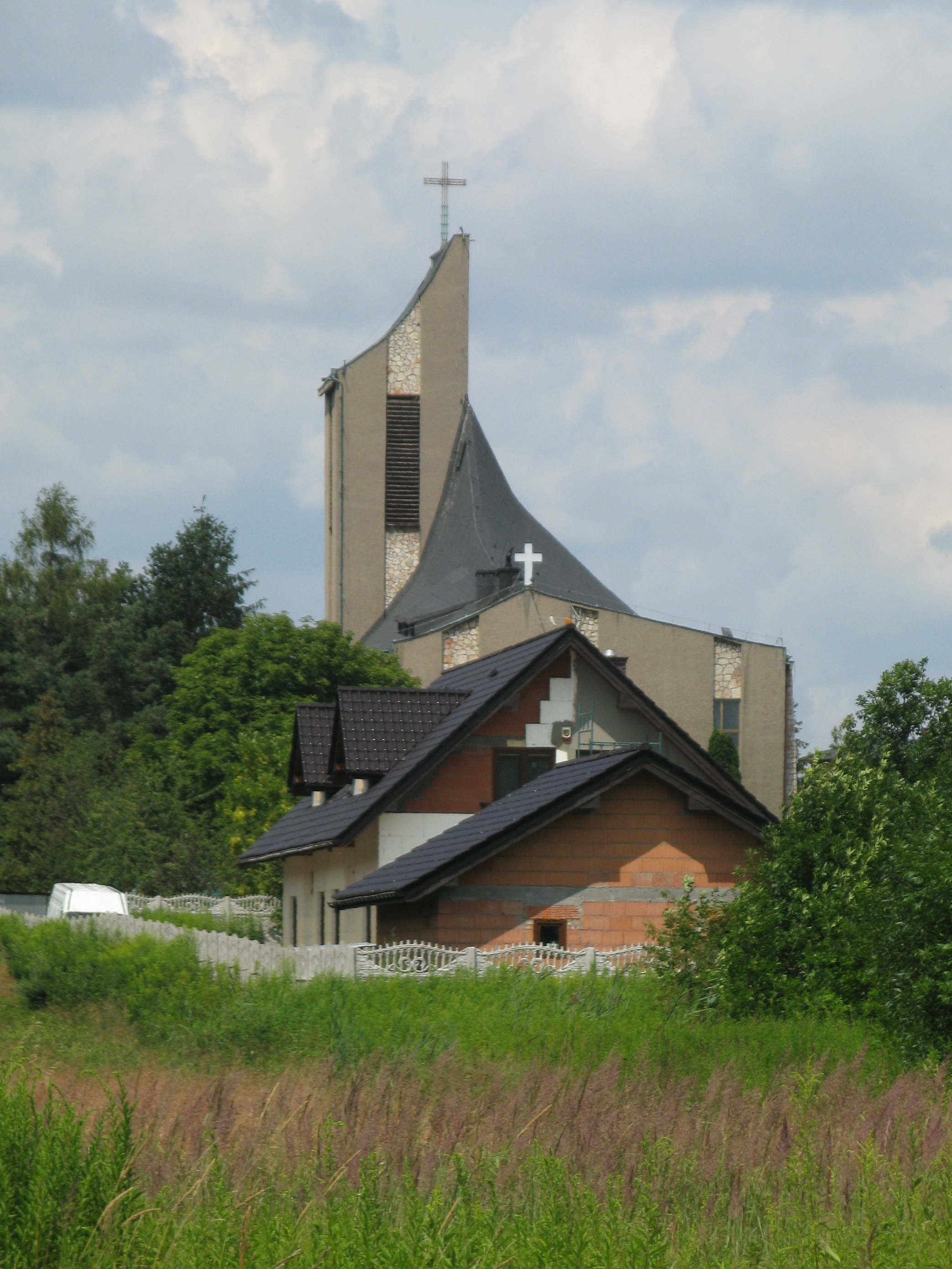
Kościół Najświętszego Serca Pana Jezusa (2018)

W Dobieszowicach znajdują się m.in.:
- kościół parafialny pw. Najświętszego Serca Pana Jezusa
- zbór Świadków Jehowy[6]
- przedszkole i szkoła podstawowa (Zespół Szkolno-Przedszkolny)
- ośrodek zdrowia
- dom kultury.

## Historia
W XIII wieku wieś już istniała pod nazwą Dobiesławice, co niektórzy łączą z rycerzem Dobiesławem – wojem Bolesława Kędzierzawego, lub też z Dobiesławem – komesem małopolskim z końca XII wieku.
Pierwsze wzmianki o Dobieszowicach pochodzą z dokumentu z roku 1372, mocą którego powierzono klasztorowi w Zwierzyńcu pod Krakowem wszystkie posiadłości i dziesięciny w tejże miejscowości.

## Zabytki
- Dwór obronny – ok. 1653 r. wieś należała do Jana Adolfa Frankenberga, a w XIX w. do Donnersmarcków ze Świerklańca, którzy przebudowali dwór. Dwór jest murowany z kamienia, potynkowany. W piwnicy zachowany fazowany węgar portalu. Na parterze w sieni i izbie na wprost sieni sklepienia krzyżowe, pozostałe ze stropami belkowanymi, na piętrze sufity. Dach łamany, polski, w 1961 r. kryty gontem. Obok była przybudówka konstrukcji szkieletowej. Według legend dwór połączony jest podziemnymi korytarzami z Pałacem w Świerklańcu.
- Polski schron bojowy nr 52. Znajduje się 400 m na wschód od mostu i 150 m na północ od ulicy 27 stycznia. Schron uzbrojony był w trzy ciężkie karabiny maszynowe. Wyposażony jest w kopułę bojową wz. 38. Schron wybudowano w 1938 roku. Został wyremontowany przez Stowarzyszenie Na Rzecz Zabytków Fortyfikacji „Pro Fortalicium”. Od maja do października jest otwarty dla zwiedzających Obszar Warowny „Śląsk”. Obiekt wpisano do rejestru zabytków 12 marca 2021 (nr rej. A/776/2021)[7]. Wpis objął schron wraz z najbliższym otoczeniem[8].

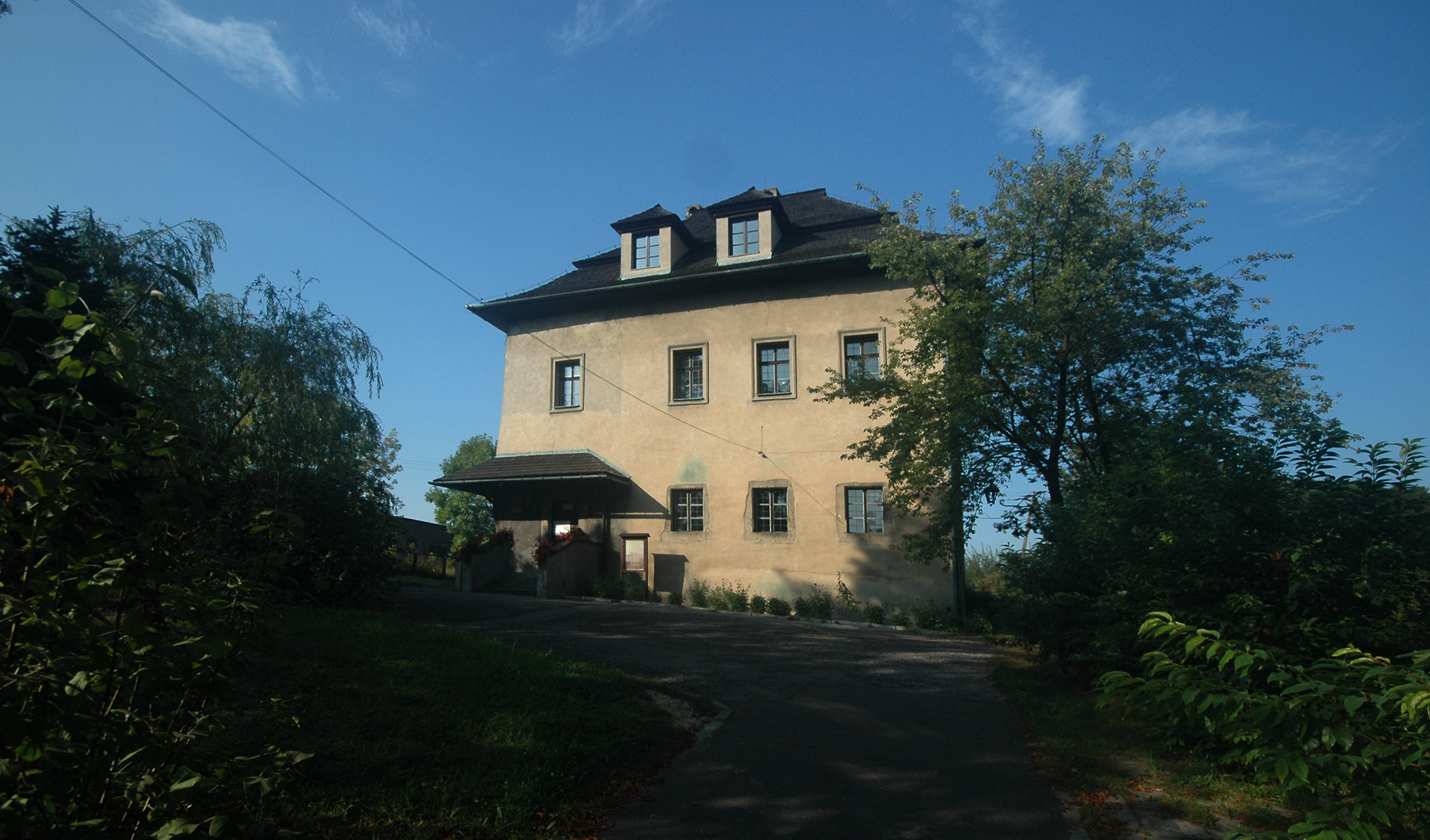
Zabytkowy dwór obronny
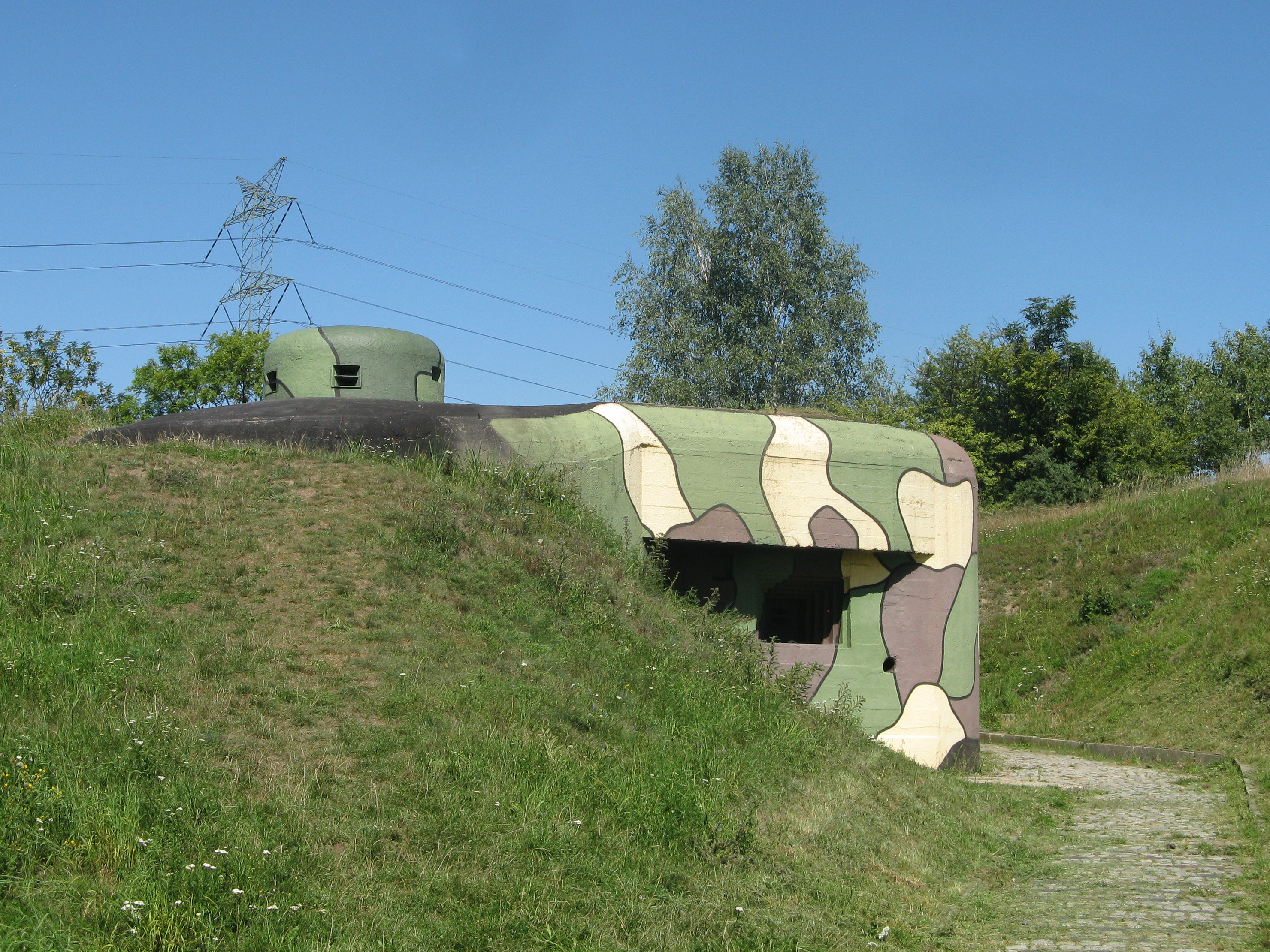
Schron bojowy w Dobieszowicach. Obecnie izba muzealna prowadzona przez Stowarzyszenie „Pro Fortalicium”
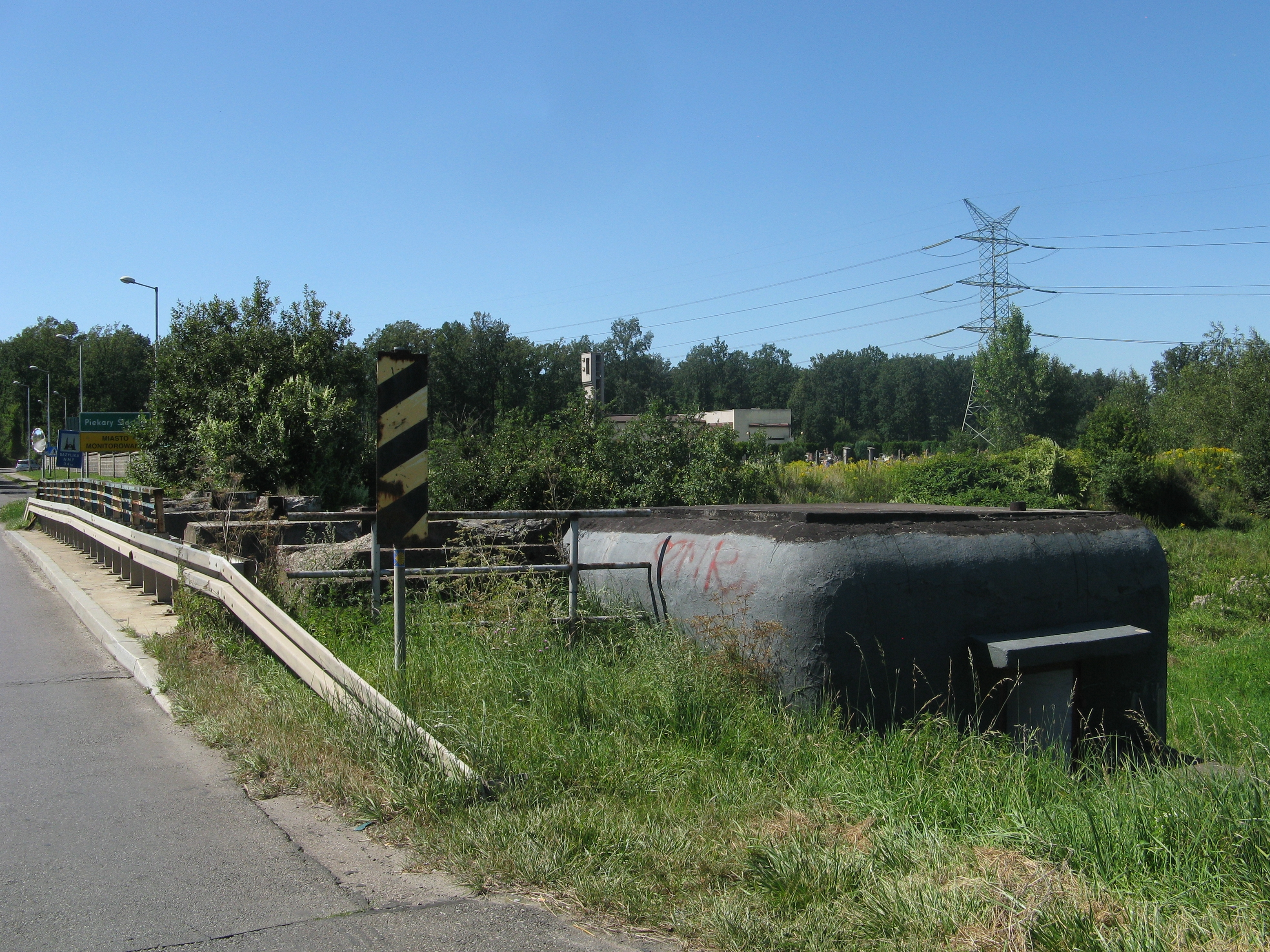
Jaz nr II „Wesoła” na Brynicy oraz schron bojowy-wartownia